# 扎雷
扎雷（波蘭語：Żary，發音：[ˈʐarɨ] ⓘ，發音：[ˈʒarɔw]，發音：[ˈzoːʁaʊ] ⓘ）是波蘭盧布斯卡省的城鎮，位於該國西部，面積33.24平方公里，海拔高度160米，是該地區的經濟和旅遊業中心，該地區自史前時代有人類居住，2006年人口38,967。

## 姐妹城市
- 德国 魏斯瓦瑟
- 法國 隆吉永
- 匈牙利 加尔多尼